# Rudolf III van Valois
Rudolf III van Valois (Frans: Raoul, ca. 1000-1038) was een zoon van Wouter II van Vexin en van Adelheid van Valois. De bezittingen van Wouter II van Vexin werden bij zijn dood verdeeld tussen zijn zoons. Zo kreeg Rudolf in 1024 Valois, terwijl zijn broer Drogo Amiens en Vexin kreeg. Rudolf zocht toenadering tot Blois, terwijl Drogo de capetingers trouw bleef.
Rudolf was gehuwd met Adelheid van Breteuil (ca. 1005 - 11 september 1051), dochter van Gildwin van Breteuil (ca. 980 - ca. 1060) en Emmeline. Gildwin was burggraaf van Chartres, graaf van Breteuil en stichter van de abdij van Coulombs (Eure-et-Loir) (1025) en de abdij van Saint-Jean-en-Vallée te Chartres (1036). Rudolf en Adelheid kregen de volgende kinderen:
- Rudolf IV
- Theobald